# Network Access Control
Network Access Control (NAC) é uma abordagem à segurança do computador que tenta unificar a tecnologia de segurança de endpoint (como antivírus, prevenção de intrusão de host e avaliação de vulnerabilidade) com a autenticação de usuário ou sistema e aplicação de segurança de rede.